# Djakaridja Koné
Djakaridja Koné (Abidjan, 1986. július 22. –) elefántcsontparti születésű Burkina Fasó-i válogatott labdarúgó, az Évian játékosa.
A Burkina Fasó-i válogatott tagjaként részt vett a 2010-es, a 2012-es és a 2013-as afrikai nemzetek kupáján.

## Sikerei, díjai
Dinamo București
- Román kupagyőztes (1): 2011–12

Burkina Faso
- Afrikai nemzetek kupája döntős (1): 2013